# Antonio Sabino
Antonio Sabino (italià: Donato Antobio Sabino)  (Torí, 13 de febrer de 1591 - Nàpols, juliol 1650) va ser un compositor italià. Fou nebot dels germans Giovanni Maria Sabino i Donato Antonio Sabino.